# Plagiognathus guttatipes
Plagiognathus guttatipes är en insektsart som först beskrevs av Philip Reese Uhler 1895.  Plagiognathus guttatipes ingår i släktet Plagiognathus och familjen ängsskinnbaggar. Inga underarter finns listade i Catalogue of Life.